# La Demoiselle sauvage
La Demoiselle sauvage ist ein Spielfilm der Regisseurin Léa Pool aus dem Jahr 1991. Die kanadisch-schweizerische Produktion entstand nach der im Original gleichnamigen Novelle der Autorin Corinna Bille, die 1975 mit dem Prix Goncourt de la Nouvelle ausgezeichnet wurde. In der Hauptrolle des französischsprachigen Filmes spielt Patricia Tulasne eine Frau, die nach einem Suizidversuch in der Wildnis umherirrt und eine Beziehung zu einem verheirateten Mann (Matthias Habich) eingeht. Drehort war die Walliser Gemeinde Grimentz.
Der Film ist eine Ko-Produktion von Cinémaginaire aus Montréal und der Limbo Film AG aus Zürich.

## Handlung
Nach dem Mord an ihrem Freund versucht die junge Frau Marianne Suizid zu begehen. Der Versuch schlägt fehl und sie irrt in Folge in der Wildnis umher. Als sie an einen Staudamm gelangt, trifft sie auf den Ingenieur Elysée, der während des Sommers fernab seiner Frau das Wasserkraftwerk wartet. Dieser nimmt sich ihrer an und versucht ihre Vergangenheit zu ergründen. Es kommt zwischen den beiden zu einer Liebesbeziehung. Nachdem Elysée im Herbst in die Stadt zurückkehrt, nimmt sich Marianne das Leben.

## Kritik
Janis L. Pallister schrieb 1995 in ihrem Buch The Cinema of Québec, dass der reduzierte Dialog von La Demoiselle sauvage noch viel mehr als in anderen Filmen Léa Pools die „ikonographische Kraft des Kinos“ abverlange. Mathieu Loewer bemerkte: „Musik, Körper und Ausstattung bilden eine visuelle und akustische Sprache, die in «La demoiselle sauvage» einen stark symbolischen Charakter erhält.“
Der Film wurde 1991 am 15e Festival des Films du Monde in der Kategorie „Best artistic contribution for photography“ ausgezeichnet.